# تاداو هورای
تاداو هورای (به انگلیسی: Tadao Horie) بازیکن فوتبال اهل ژاپن و عضو تیم ملی فوتبال ژاپن است که در تاریخ ۱۵ مه ۱۹۳۴ میلادی اولین بازی ملی‌اش را انجام داد. او در ۳ بازی ملی حضور داشت و آخرین بازی ملی خود را در تاریخ ۴ اوت ۱۹۳۶ میلادی انجام داد. تاداو هورای در بازی‌های ملی‌اش
گلی به ثمر نرساند.